# Nacionalno prvenstvo ZDA 1929
Nacionalno prvenstvo ZDA 1929 v tenisu.

## Moški posamično
Bill Tilden :  Francis Hunter  3-6 6-3 4-6 6-2 6-4

## Ženske posamično
Helen Wills Moody :  Phoebe Holcroft Watson  6-4, 6-2

## Moške dvojice
George Lott /  John Doeg :  Berkeley Bell /  Lewis White 10–8, 16–14, 6–1

## Ženske dvojice
Phoebe Holcroft Watson /  Peggy Michell :  Phyllis Covell /  Dorothy Shepherd Barron 2–6, 6–3, 6–4

## Mešane dvojice
Betty Nuthall /  George Lott :  Phyllis Covell /  Bunny Austin 6–3, 6–3